# Vilaller
Vilaller es un municipio español de la comarca catalana de la Alta Ribagorza, dentro del valle de Barrabés, en la provincia de Lérida.

## Historia
Los primeros datos de población de esta localidad datan de 1381 en el que estaban censadas once casas. El municipio está dividido en dos partes diferenciadas, una a cada lado del río Noguera Ribagorzana; por un lado, el núcleo antiguo, situado en la montaña y por otro, el barrio nuevo que se ha desarrollado al abrigo del turismo, cerca de la carretera que le une con el Valle de Arán. 

## Símbolos
- El escudo de Vilaller se define por el siguiente blasón:

«Escudo en losange de ángulos rectos: de sinople, un ciervo rampante de plata acostado de dos flores de lis de plata. Al timbre, una corona mural de villa.»
Blasón aprobado el 21 de octubre de 1991 y publicado en el DOGC n.º 1.515 de 8 de noviembre de 1991.
El ciervo rampante es una señal tradicional de la villa, situada en una región montañosa en que este tipo de animales abunda. Las flores de lis son una señal y alude a la Virgen María, patrona local.
Anteriormente el municipio utilizaba un escudo con el siguiente blasón: 
«De azur, un ciervo saltando de plata.»

Representación del escudo antiguo de Vilaller.
Representación del escudo actual de Vilaller.

## Geografía humana

### Demografía
Cuenta con una población de 506 habitantes (INE 2024).
| Gráfica de evolución demográfica de Vilaller entre 1842 y 2021 |
| |
| Población de derecho según los censos de población del INE Población de hecho según los censos de población del INEEntre el censo de 1857 y el anterior, crece el término del municipio porque incorpora a 255344 (Senet) |

## Cultura
La iglesia parroquial está dedicada a San Clemente. Se trata de un edificio barroco, del siglo XVIII, compuesta por tres naves y campanario de forma octogonal. Se conserva también un puente gótico sobre el Noguera Ribagorzana. En el agregado de Senet de Barrabés se encuentra la iglesia de Santa Cecilia, de estilo románico, con un ábside y dos absidiolas.
Vilaller celebra su bajada de fallas del Pirineo declaradas Patrimonio cultural inmaterial de la Humanidad en la víspera de San Juan. A mediados del mes de agosto se celebra la fiesta mayor. Durante el mes de octubre celebra la Feria de Todos los Santos y del Cepo.

## Economía
La principal actividad económica es la ganadería, principalmente de ganado bovino y ovino. Hay muy poca agricultura, centrada en el cultivo de cereales y patatas. El turismo se ha desarrollado en los últimos años aunque aún no se ha convertido en la principal fuente de ingresos de Vilaller. 
El término municipal incluye dos centrales hidroeléctricas: la de Vilaller, construida en 1952, y la de Valira de Castanesa de 1962. 